# Protea coronata
Protea coronata (лат.) — кустарник или небольшое дерево, вид рода Протея (Protea) семейства Протейные (Proteaceae), эндемик Южной Африки. Эта протея имеет яркие яблочно-зелёные соцветия, спрятанные среди серебристой листвы.

## Ботаническое описание
Protea coronata — прямостоячий нерегулярный кустарник высотой 2-3 м, переходящий в малоразветвлённое небольшое деревце до 5 м высотой. Листья направлены вверх, имеют узко-копьевидную форму, от зелёного до голубовато-зелёного цвета, иногда становятся пурпурными вокруг цветочной головки и редко покрыты длинными лохматыми волосками, придающими им серебристый блеск и с возрастом теряющими опушку. Молодые листья часто имеет красивый красный или медный оттенок. Соцветия продолговатые, глубоко чашевидные, длиной 90-100 мм и диаметром 50-60 мм. Цветочные прицветники ярко-яблочно-зелёного цвета с густой бахромой из шелковисто-белых волосков по краям. Цветки имеют длину 70-90 мм, кончики долей околоцветника покрыты белыми пушисто-паутинистыми волосками, а цветки выступают за пределы цветочных прицветников, образуя характерный круглый бугорок на кончике цветочной головки. У некоторых растений центральная масса выступающих цветков белая, у других она имеет чёрный или тёмно-красновато-коричневый оттенок (вызванный цветом долей околоцветника под белой бахромой), а у некоторых растений имеется тёмно-красновато-коричневое кольцо. вокруг центральной массы (из-за отметин на верхнем крае цветочных прицветников). Цветёт с осени до весны (апрель-сентябрь), достигая пика поздней осенью и зимой (май-июль). Protea coronata — один из видов бородатых протей вместе с P. neriifolia и P. lepidocarpodendron. Так называемая борода — это густая бахрома из длинных волосков на цветочных прицветниках. Цветочные прицветники изгибаются внутрь, а бахромчатые сегменты околоцветника не отпадают, когда цветы раскрываются, а остаются в вертикальном положении. Из-за этого кажется, что цветочные головки не раскрываются, и трудно отличить свежую цветочную головку от более старой. В свежей цветочной головке цветки будут чистыми, белыми и более плотно прилегающими. По мере раскрытия цветков они распускаются, а по мере старения цветочных головок цветки становятся более коричневыми и менее пухлыми.

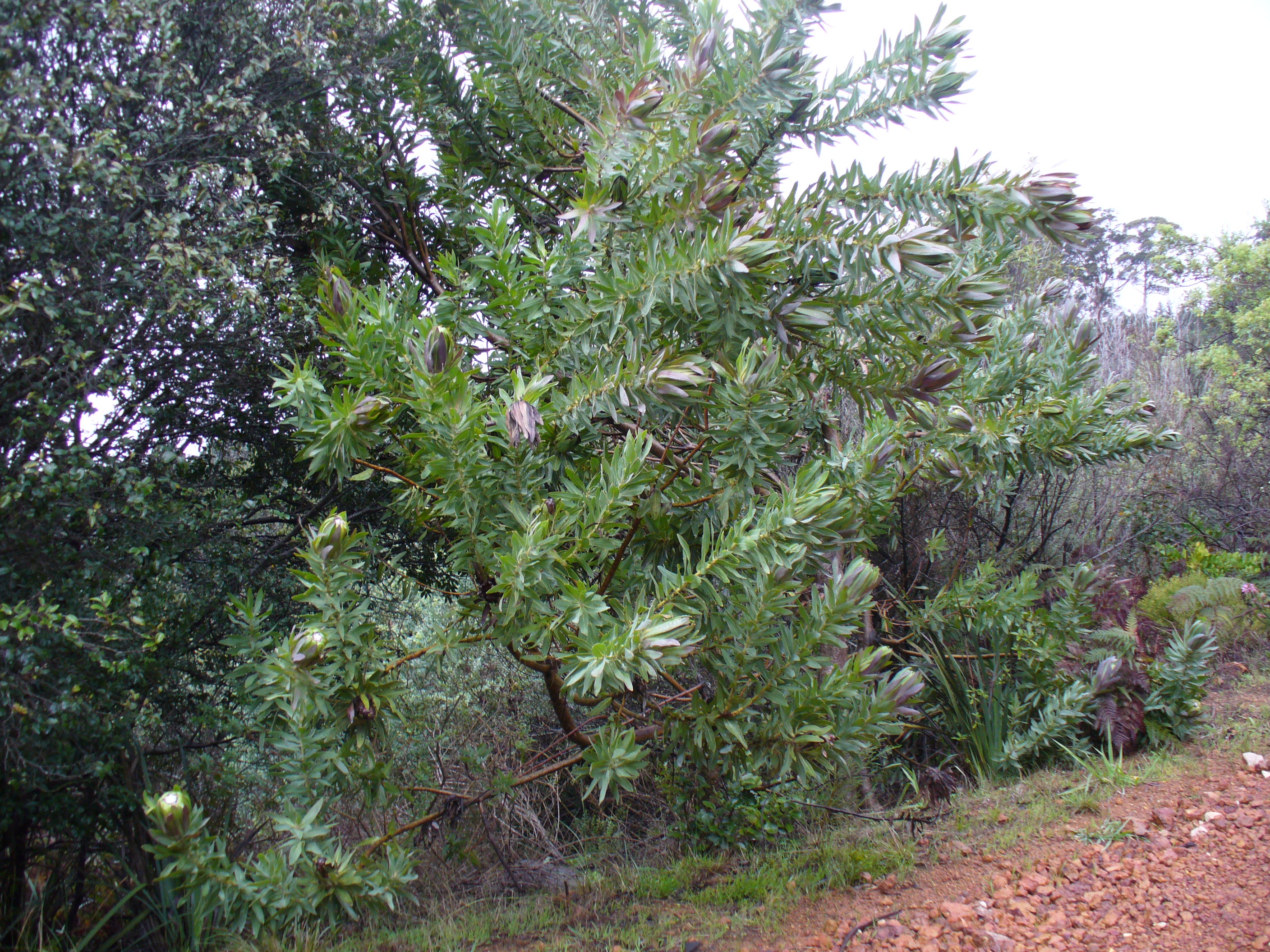
Общий вид
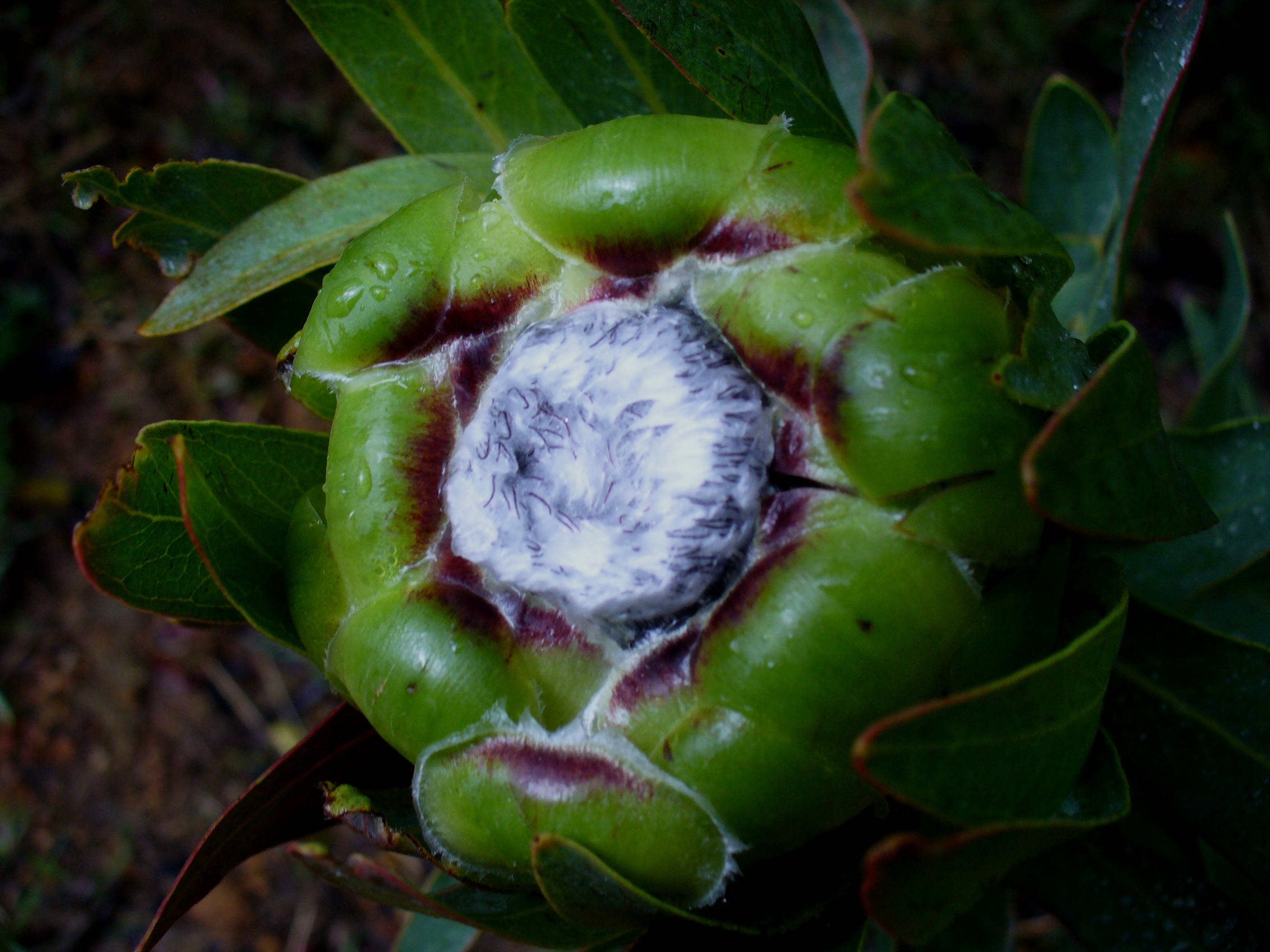
Цветок
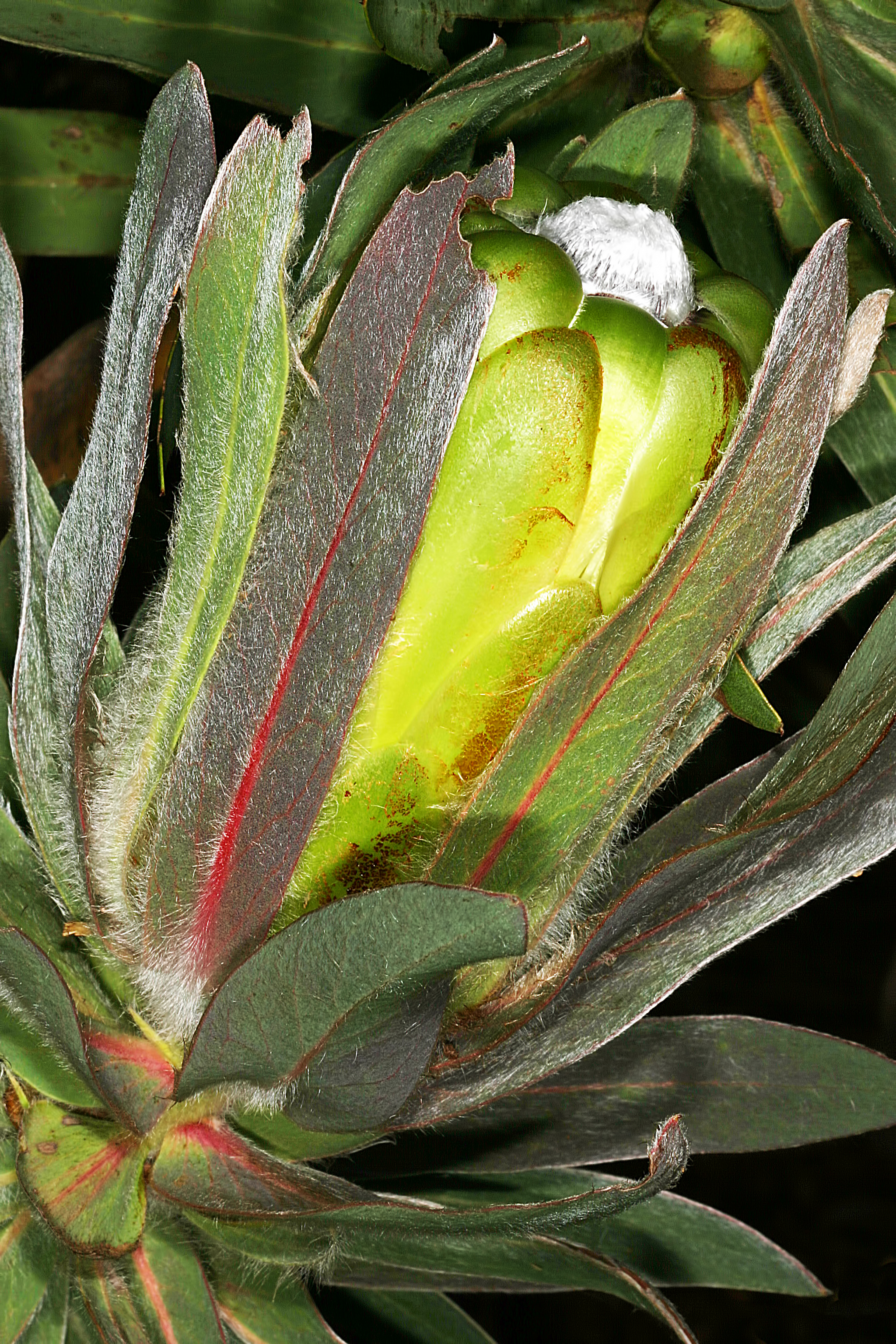
Цветок

## Распространение и местообитание
Protea coronata — эндемик Южной Африки. Встречается на западе, юге и юго-востоке Западно-Капской провинции и в Восточно-Капской провинции в трёх отдельных районах и с двумя большими промежутками в ареале распространения. На западе он встречается на Капском полуострове и от перевала Дю-Туатсклуф до Когельберха, Рифирсондеренда, гор Бредасдорп и Потберха. В средней части ареала встречается в восточных горах Лангеберх и Утениква между Риверсдейлом и Джорджем. Наиболее восточные популяции встречаются в восточной части гор Цицикамма около Хумансдорпа и в горах Суурберх. В отличие от большинства протей Protea coronata предпочитает тяжелые глинистые почвы и довольно сильные осадки. Растёт на почве из сланцев Малмсбери, капского гранита, полос сланцев в песчанике Столовой горы и на сланцах Боккевельд. Образует густые насаждения на нижних или средних склонах от 200 до 750 м, часто в высоких, влажных финбошах на опушках леса или на влажных, защищённых холмах. Его устойчивость к тяжелым почвам и высокой влажности делает его подходящим для выращивания в большинстве садов.

## Охранный статус
Protea coronata не находится под угрозой. Обычно вид встречается в густых насаждениях и имеет тенденцию к засорению, так как часто появляется на залежных землях рядом с дикими популяциями и вдоль обочин дорог.